# همستر
هَمْستِر (به انگلیسی: Hamster)، دهان‌کیسه یا کیسه‌دهان به گروهی از جوندگان از نوع کیسه گونه گفته می‌شود که به زیرخانواده موشان تعلق دارند. همسترها ۱۹ گونه دارند که در شش یا هفت سرده دسته‌بندی شده‌اند. همستر جانوری پگاه‌رو است و در طول روز زیر زمین باقی می‌ماند تا مورد حمله شکارچیان قرار نگیرد. در طبیعت این جانور در درجهٔ اول از دانه‌ها، میوه‌ها و گیاهان تغذیه می‌کند و پس از آن گاهی به سراغ حشرات زیر زمین می‌رود. این جانور دارای کیسهٔ گونه است به گونه‌ای که تا شانه‌هایش کشیده شده است و از آن برای جابجایی مواد خوراکی در هنگامی که در پناهگاهش زندگی می‌کند استفاده می‌کند.
همسترها جانورانی شب‌زی هستند، اما در اسارت این حالت آن‌ها دستخوش تغییر است. همسترها در طبیعت به خواب زمستانی نیز می‌روند، اما در اسارت خیلی این اتفاق نمی‌افتد. رفتار این جانوران وابسته به محیط اطراف، ژنتیک و ارتباط آن‌ها با انسان‌ها است. از آنجا که زادولد آن‌ها زیاد است، در کشورهای پیشرفته از آن‌ها به عنوان حیوانات آزمایشگاهی استفاده می‌شود. بعضی از گونه‌های همستر نیز در حال کاهش جمیعت هستند. برخی همسترها به‌عنوان حیوان خانگی توسط انسان‌ها نگهداری می‌شوند. اینکه این جانوران معمولاً تنها زندگی می‌کنند و هزینه و جای زیادی هم نمی‌خواهند، باعث شده است که مورد علاقهٔ انسان‌ها قرار گیرند. شناخته‌شده‌ترین گونهٔ همستر، همستر طلایی یا سوری است که معمولاً به‌عنوان حیوان خانگی نگهداری می‌شود. دیگر گونه‌های همستر که معمولاً به عنوان حیوان خانگی نگهداری می‌شوند عبارتند از سه گونه همستر کوتوله شامل همستر کوتوله کمبل، همستر کوتوله سفید زمستانی و همستر روبوروسکی.
نزدیک‌ترین اقوام این جوندگان شامل ول‌ها و برخی موش‌ها هستند. اگرچه هر گونه متفاوت است، اما بیشتر اعضای این گروه ویژگی‌های مشابهی دارند. آن‌ها  بدن‌های باریک یا حتی گرد، اندام‌های کوتاه و دم‌های کوتاه دارند. خز آن‌ها در رنگ‌های مختلفی از جمله سفید، قهوه‌ای، مشکی، قرمز، خاکستری و… به چشم می‌خورد.
اندازه بزرگسالان بسته به نوع آن متفاوت است. این جوندگان در هر نقطه از حدود ۲ اینچ، تا ۱۳ اینچ اندازه‌گیری می‌شوند. در سنگین‌ترین آن‌ها، برخی از گونه‌ها تقریباً به یک پوند می‌رسند.

## ریشه‌شناسی
واژهٔ انگلیسی hamster برگرفته از زبان آلمانی است که خود آن از واژهٔ hamustro در آلمانی بالای باستان گرفته شده است، و آن هم احتمالاً برگرفته از choměstrǔ در زبان روسی قدیم است که ممکن است ترکیبی از khomiak روسی و staras لیتوانیایی باشد که هردو به معنای «همستر» هستند.

## توصیف
همسترها معمولاً اندامی قوی دارند، دم آن‌ها از طول بدنشان کوتاه‌تر است و گوش‌های پُرموی نازکی دارند. ساق پای آن‌ها کوتاه و کلفت است اما خود پا پهن است. موی بدن آن‌ها ضخیم و ابریشم‌مانند است و ممکن است بلند یا کوتاه باشد و به رنگ‌های سیاه، خاکستری، سفید، قهوه‌ای، زرد، قرمز و آمیخته‌ای از این رنگ‌ها (بسته به گونه‌اش) دیده می‌شود. همسترها را می‌توان در طول ۵٫۵ تا ۱۰٫۵ سانتی‌متر پیدا کرد اما بزرگ‌ترین آن‌ها همستر اروپایی است که طول آن به ۳۴ سانتیمتر (بدون در نظر گرفتن دم ۶ سانتی‌متری آن‌ها) می‌رسد. دومین گونهٔ همسترهای بزرگ‌اندام، مربوط به همستر آنگورا است که موی بلندی دارد و به همستر خرس تدی هم معروف است. طول این جانور تا ۱۸ سانتیمتر می‌رسد و در گروه همسترهای طلایی جای می‌گیرد.

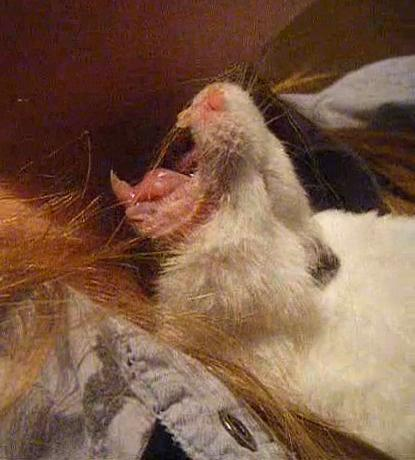
همستر سوریه‌ای سفید در حال خمیازه، دندان‌های نیش به خوبی دیده می‌شوند.

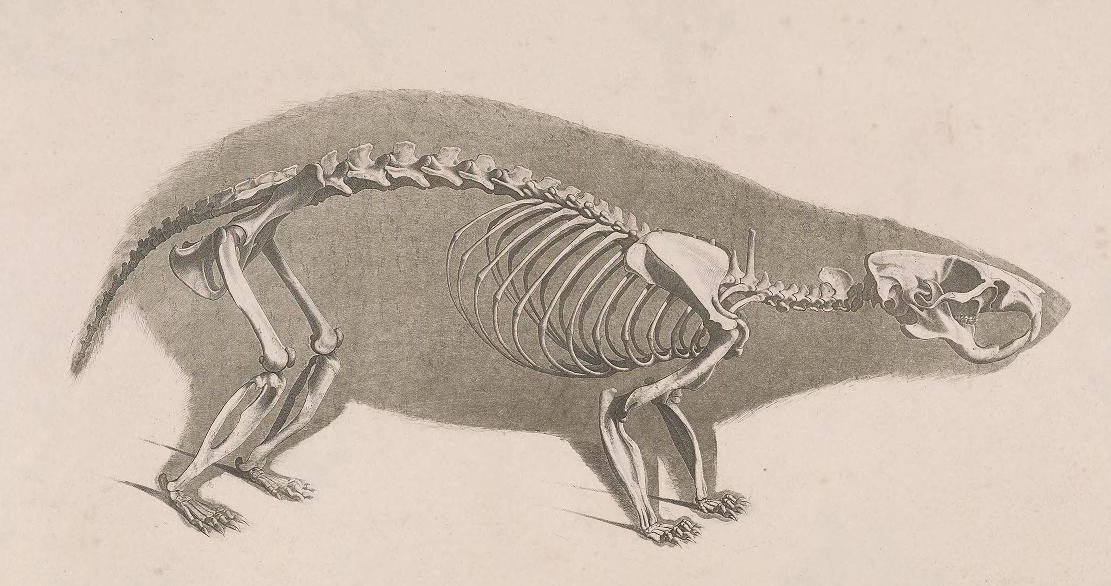
استخوان‌بندی همستر اروپایی

دم همستر را به سختی می‌توان دید چون معمولاً طول آن کوتاه است و در حدود ۱/۶ طول بدن آن است به غیر از همستر کوتولهٔ چینی که طول دمش با طول اندامش برابر است. نکتهٔ مورد توجه در همستر، دندان‌های پیش آن‌ها است که جفت بالایی و جفت پایینی همواره دارای رشد است. همسترها اندامی انعطاف‌پذیر دارند اما برخلاف اندامشان استخوان‌های بسیار تردی دارند. این جانور به تغییر ناگهانی دما و سرما و گرمای بیش از اندازه بسیار حساس است.

### حواس
بینایی همستر بسیار ضعیف است آن‌ها نزدیک‌بین هستند و کوررنگی دارند که برای جبران بینایی ضعیفشان در محیط‌هایی که با آن ناآشنایند، از غده‌هایی که در پهلوهایشان جای دارد استفاده می‌کنند (در همسترهای چینی و کوتوله این غده‌ها بر اندام تناسلی جای دارد). در این موقعیت‌ها، همستر این غده‌های بدنش را بر روی اجسام گوناگون در پیرامونش می‌مالد و یک ردّ بو از خود به جای می‌گذارد تا راه بازگشت به خانه را گم نکند.
همچنین همستر گاهی از حس بویایی‌اش در شناسایی جنسیت، فرومون و جای مواد خوراکی استفاده می‌کند. همسترها به سروصدا بسیار حساس‌اند و می‌توانند امواج فراصوت را بشنوند و از راه آن با یکدیگر ارتباط برقرار کنند.

### خوراک

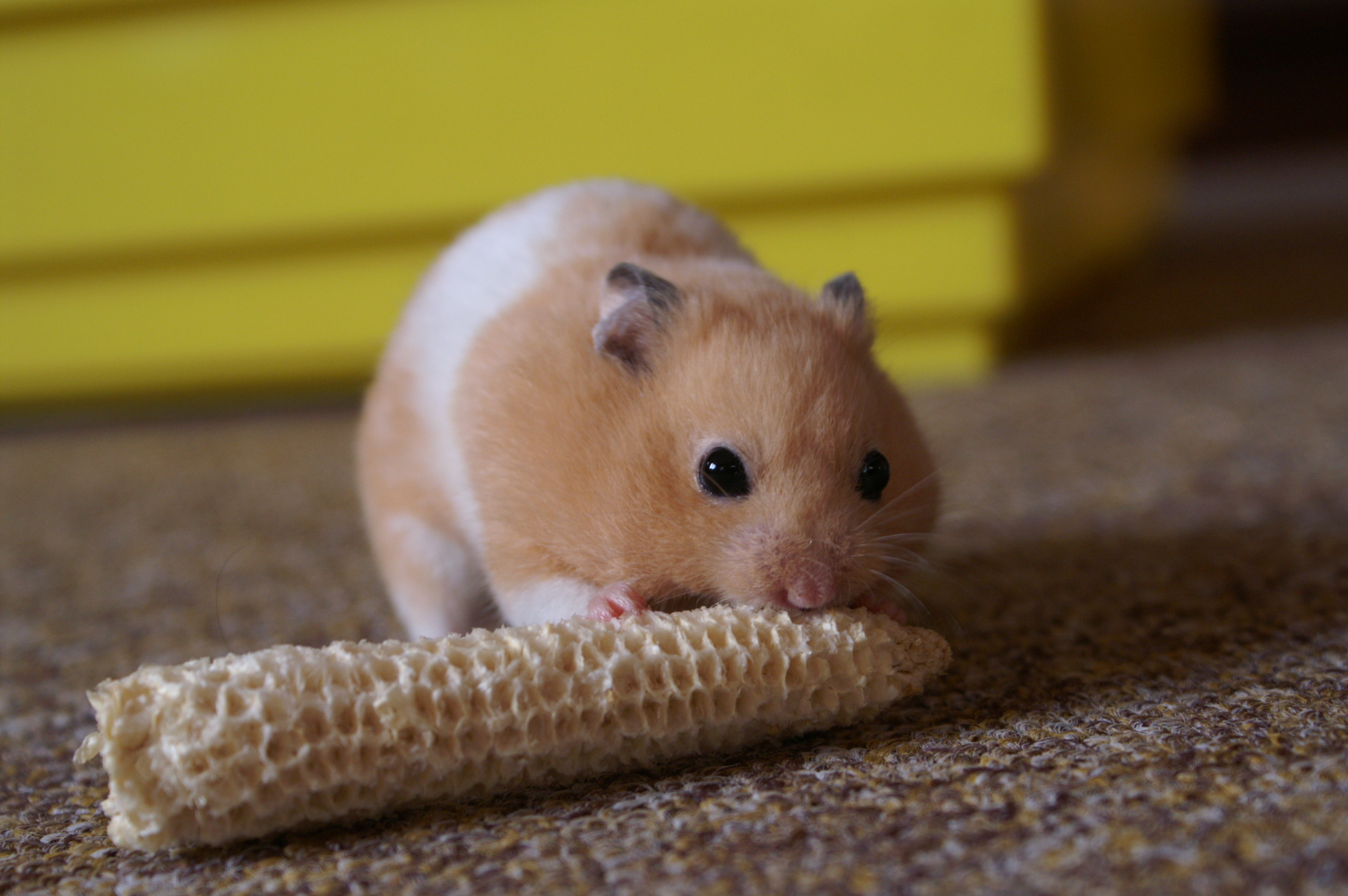
یک همستر سوری درحال خوردن بلال

همسترها، همه‌چیزخوار هستند حتی هم‌نوع‌خوار. با اینکه آن‌ها می‌توانند با خوراک‌هایی که در بیرون به صورت تجاری ویژهٔ آن‌ها فروش می‌رود زندگی کنند اما مواد دیگری همچون سبزی‌ها، میوه‌ها، دانه‌ها و مغز خشکبار را هم می‌خورند. همسترهای خاورمیانه‌ای دیده شده که در بسته‌های مواد خوراکی به دنبال حشرات می‌گردند. همسترها مدفوع خود را نیز می‌خورند تا مواد مغذی که در مدفوعشان جا مانده است را بازیابی کنند.
بعضی از مواد غذایی که می‌توانید به همستر خود بدهید عبارتند از:
- سیب درختی (بدون هسته)
- موز
- تمشک
- کلم بروکلی
- هویج
- گل کلم
- خیار
- برگ قاصدک
- انگور
- کلم پیچ
- نخود
- سیب‌زمینی (پخته شده)
- کاهو
- اسفناج
- توت‌فرنگی
- سیب‌زمینی شیرین
- کدو
- علف
- نان جو یا نان تست
- غلات صبحانه (بدون قند)
- کرم
- جیرجیرک
- تکه‌های کوچک مرغ پخته شده
- تخم‌مرغ آب‌پز
- آجیل (بدون بادام و شور نشده)
- بادام زمینی شور نشده
- تخم‌کدو
- عدس
- تخمه آفتاب‌گردان
- ذرت بو داده (بدون کره و نمک)

### رفتارشناسی

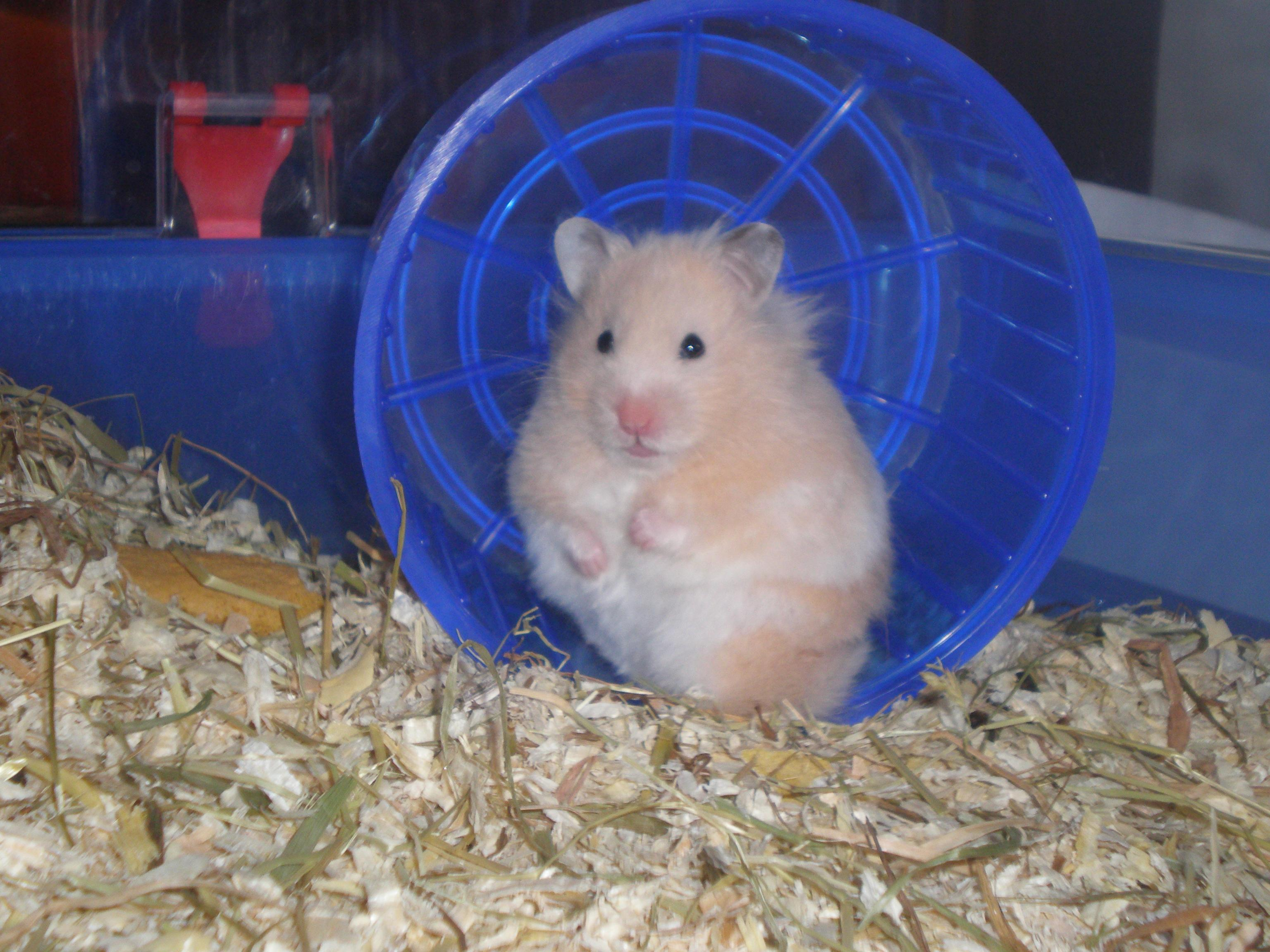
ایستادن و جلب توجه همستر

جویدن میله‌های قفس: «من حوصله ام سر رفته لطفاً به من اسباب بازی‌های جدید برای جویدن بدهید یا من را در یک قفس بزرگ‌تر بگذارید و برای من فضایی بیشتر برای بازی کردن تهیه کنید.»
چشم‌ها به سختی باز هستند و گوش‌ها به پشت جمع اند: «من خواب آلود هستم به من فرصت بیشتری برای بیدار شدن بده یا ممکنه که گازت بگیرم.»
صاحب من: «بعد از بازی و خواب، احتیاج به تمیز شدن دارم.»
تمیز کردن مکرر همستر:"من آشفته و پریشان یا هیجان زده هستم ."
نشسته درحالی که گوش‌ها رو به جلو و بدون حرکت است :"من چیز جالبی می‌بینم ."
تق و لق کردن (سروصدا کردن): «من خوشحال نیستم و احساس خوبی ندارم لطفاً من را به قفسم برگردون.»
خمیازه کشیدن و کشش بدن: «من احساس بزرگ بودن می‌کنم و یک خواب خوب در طول روز را داشته‌ام.»
محیط زندگی همستر باید مانند هر حیوان دیگری محیطی امن و راحت و به دور از استرس و اضطراب باشد و در غیر این صورت می‌تواند به مشکلات سلامتی و رفتاری منجر شود و باقی بماند. همسترها استرس خود را از طریق گاز گرفتن، تق ولق کردن و پرخوری نشان می‌دهند.
اگر به نظرتان مکان زندگی همسترتان نامناسب است آن را تغییر دهید و به خاطر داشته باشید که قفس همستر همیشه باید تمیز باشد. از بیدار شدن همستر در طول روز جلوگیری کنید. قفس همستر سوری یا کوتوله‌ها که با یکدیگر درگیری دارند را جدا کنید.
یک چرخ و فلک در اختیار همستر خود قرار دهید و اسباب بازی‌هایی برای جویدن او تهیه کنید و قفس همسترتان را از محل‌های استرس‌زا دور نگه دارید و آن را در مکان‌های آرام قرار دهید. دمای محل زندگی خود را در درجه حرارت بالا قرار نداده و به مقدار کافی غذا و مواد آشیانه سازی در اختیار همستر مادر و نوزادانش قرار دهید.

### طول عمر
همسترهای سوری معمولاً بیش از دو تا سه سال در اسارت و مدتی کمتر در طبیعت زندگی می‌کنند. همسترهای روسی حدود دو تا چهار سال، همسترهای چینی ۲٫۵ تا ۳ سال و همستر روبوروسکی اغلب تا سه سال در اسارت زندگی می‌کنند.

## تولیدمثل

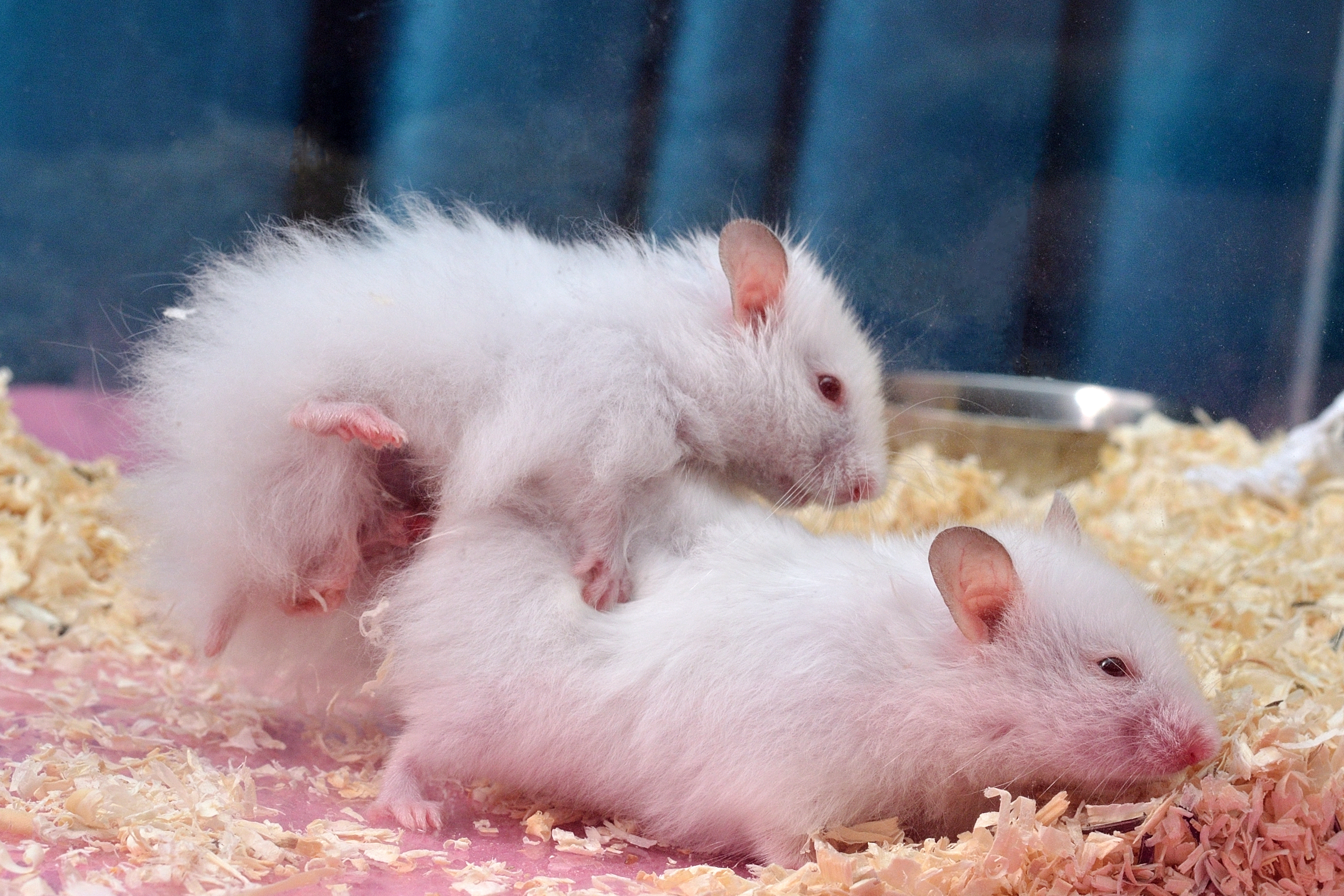
جفت‌گیری همسترهای سوری

همسترها در سنین مختلف بسته به گونه خود بارور می‌شوند. همسترهای سوری و روسی به سرعت بالغ می‌شوند و می‌توانند در سنین پایین (۴ تا ۵ هفتگی) شروع به تولیدمثل کنند، در حالی‌که همسترهای چینی معمولاً در سن دو تا سه ماهگی و همستر روبوروسکی در سه تا چهار ماهگی شروع به تولیدمثل می‌کنند. عمر باروری ماده‌ها حدود ۱۸ ماه طول می‌کشد، اما همسترهای نر بسیار بیشتر بارور می‌مانند. ماده‌ها تقریباً هر چهار روز یک‌بار در فحلی قرار می‌گیرند که با قرمز شدن نواحی تناسلی، بوی مشک‌آلود و صدای خش‌خش و جیرجیر این موضوع را نشان می‌دهند.

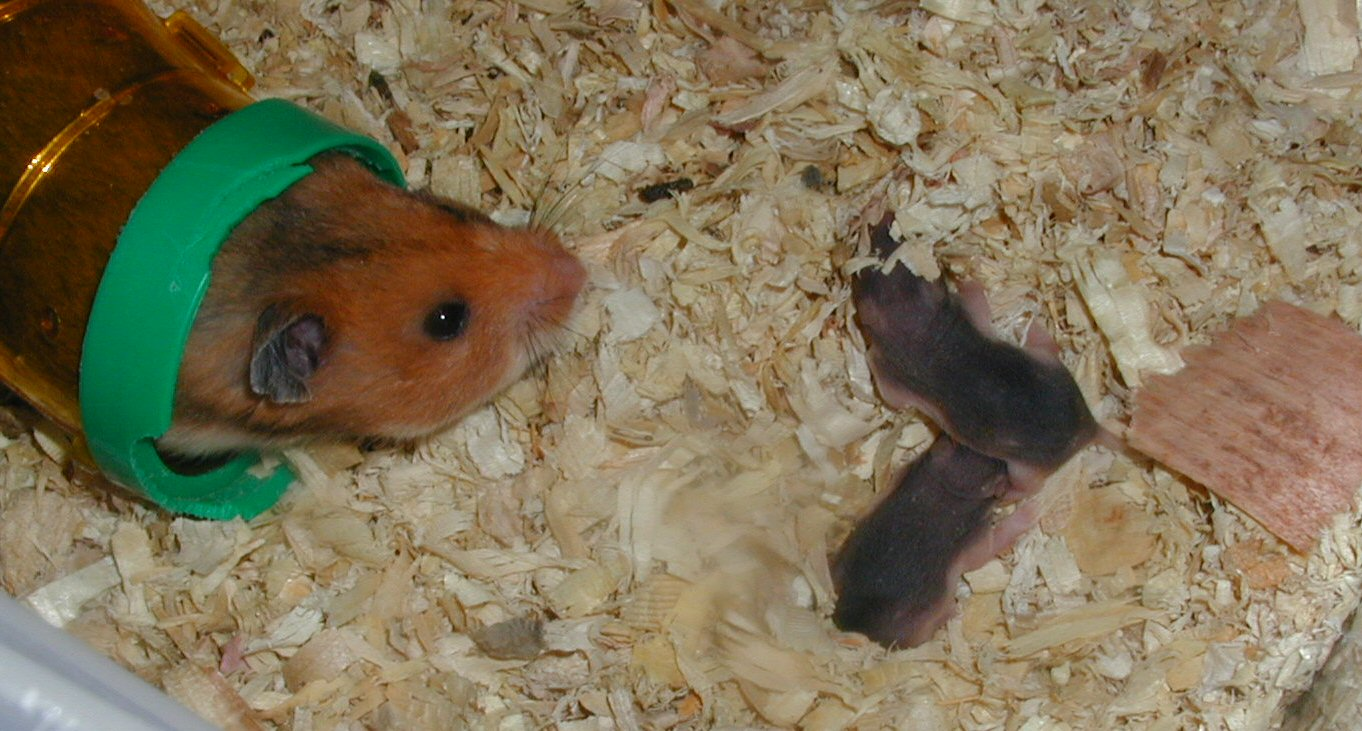
یک همستر سوری مادر و نوزادان چند روزه‌اش

همسترهای سوری زادآور فصلی هستند و سالیانه چندین توله تولید می‌کنند. همسترهای کوتوله در تمام طول سال تولیدمثل می‌کنند. بارداری برای همستر سوری ۱۶ تا ۱۸ روز، برای همستر روسی ۱۸ تا ۲۱ روز، برای همستر چینی ۲۱ تا ۲۳ روز و برای همستر روبوروسکی ۲۳ تا ۳۰ روز طول می‌کشد. میانگین تعداد زاده‌ها در هر بارداری برای همسترهای سوری حدود هفت توله است، اما می‌تواند به ۲۴ توله برسد، که حداکثر تعداد توله‌هایی است که می‌توان در رحم داشت. همسترهای کوتوله کمپل معمولاً چهار تا هشت توله در یک بارداری دارند، اما می‌توانند تا ۱۳ توله داشته باشند. همسترهای چینی و روبوروسکی، زاده‌های کمتری در هر بارداری دارند.
همسترهای نوزاد بدون مو و کور در لانه‌ای که مادر از قبل آماده کرده به دنیا می‌آیند. پس از یک هفته، آن‌ها شروع به کاوش در خارج از لانه می‌کنند. همسترها هر ماه قادر به تولیدمثل هستند. پس از رسیدن همسترها به سن سه هفته، آن‌ها بالغ در نظر گرفته می‌شوند.

## تاریخچه پرورش همستر
این جانور برای اولین بار توسط دانشمند آلمانی «جان فیشر وان والدهایم» در سال ۱۸۱۷ میلادی شناسایی و رده‌بندی شد. در سال ۱۸۳۹ میلادی جانورشناس انگلیسی «جورج واتر هاوس» همستر سوری را دوباره گزارش نموده و آن را «Cricetus auratus» نام‌گذاری کرد. در سال ۱۹۳۰ میلادی جانورشناس انگلیسی «آهارونی» که استاد دانشگاه قدس بود پیشنهاد کرد که از این جانور به عنوان حیوان آزمایشگاهی استفاده شود. این حیوان برای اولین بار در سال ۱۹۳۱ میلادی وارد انگلستان و در سال ۱۹۳۳ میلادی وارد ایالات متحده آمریکا شد.

## تعیین جنسیت همستر
برای تعیین جنسیت همستر نشانه‌های زیادی وجود دارد. مهم‌ترین نشانه‌ها علائم مرتبط با آناتومی بدن است. در همسترهای نر با لمس ناحیهٔ پرینه می‌توان بیضه‌ها را لمس کرد ولی در همستر ماده چیزی لمس نمی‌شود. ضمناً فاصله بین مقعد و قسمت خارجی دستگاه تناسلی در همستر نر بیشتر از همستر ماده است و در اطراف سوراخ تناسلی نرها برجستگی تناسلی نیز وجود دارد. در نرها فقط مقعد و نوک آلت تناسلی دیده می‌شود در حالی که در ماده، مجرای خارجی ادرار، دهانه واژن و مقعد دیده می‌شوند.

## فعالیت همستر

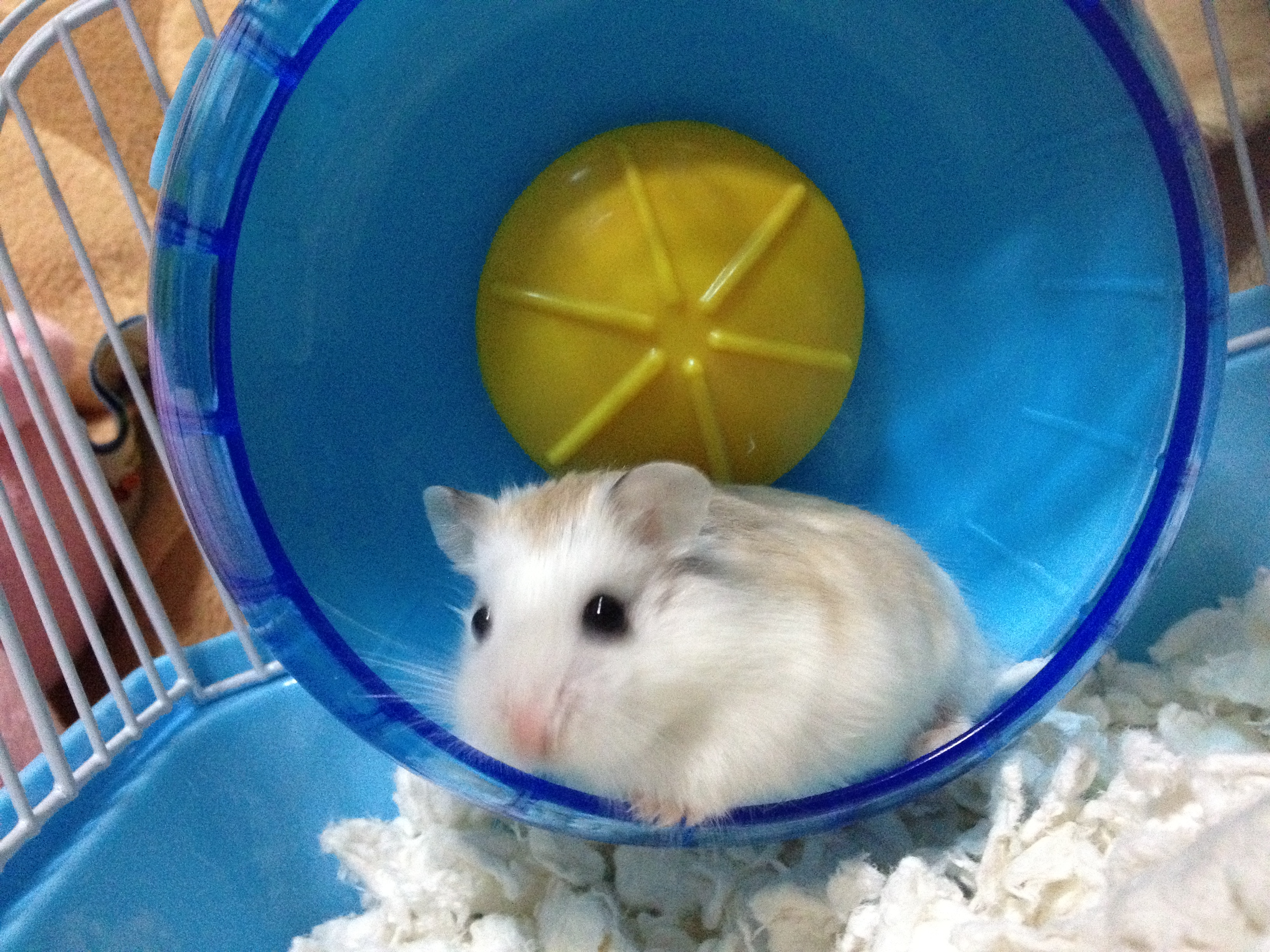
یک همستر روبوفسکی در همستر ویل

همسترها پگاه‌رو هستند. پگاه‌رو جانورانی هستند که هنگام غروب و طلوع آفتاب فعالیت بیشتری دارند. همسترها، اگر دائماً در معرض نور باشند می‌خوابند و بهتر است قفس‌ها و پناهگاه‌هایشان را در نور کم نگه دارید.
در طول روز و وقتی محیط روشن است، همسترها مکان‌های تاریک را ترجیح می‌دهند. البته آن‌ها همچنین می‌توانند در طول روز فعالیت داشته باشند یا با چرخ و فلک بازی کنند. صاحب همستر همچنین می‌تواند با سرگرمی و بیدار کردن همستر، همستر را در طول روز بازی یا آموزش دهد.
همسترها هم مانند سایر پستانداران خواب می‌بینند. همسترها بسته به نوع، کیلومترها در محل زندگی خود در طبیعت می‌دوند و راه می‌روند بنابراین لزوم وجود چرخ و فلک متناسب با نوع همستر و داشتن استانداردهای اولیه در محل نگهداری این موجودات، بسیار اهمیت دارد.

## گونه‌ها

همسترها در اندازه‌های گوناگون

زیرخانواده همستر «سیری سیتینه» دربرگیرنده هفت سرده است که این هفت سرده دربرگیرنده ۱۹ گونه همستر است و این گونه‌ها عبارت‌اند از:
1. همستر طلایی
2. همستر کوتوله چینی
3. همستر کوتوله دم‌دراز
4. همستر خاکستری
5. همستر (دهان‌کیسه) روبوروفسکی
6. همستر (دهان‌کیسه) تبتی
7. همستر کوتوله کمپل
8. همستر دم‌دراز زاگرسی
9. همستر اروپایی
10. همستر (دهان‌کیسه) ارمنی
11. همستر (دهان‌کیسه) مغولی
12. همستر (دهان‌کیسه) سوکولوف
13. همستر ترکی
14. همستر قزاقی
15. همستر (دهان‌کیسه) گانسو
16. همستر رومانیایی
17. همستر (دهان‌کیسه) قفقازی
18. همستر سیبری (همستر کوتوله سفید زمستانی)
19. همستر خط‌خطی چینی

## نگارخانه

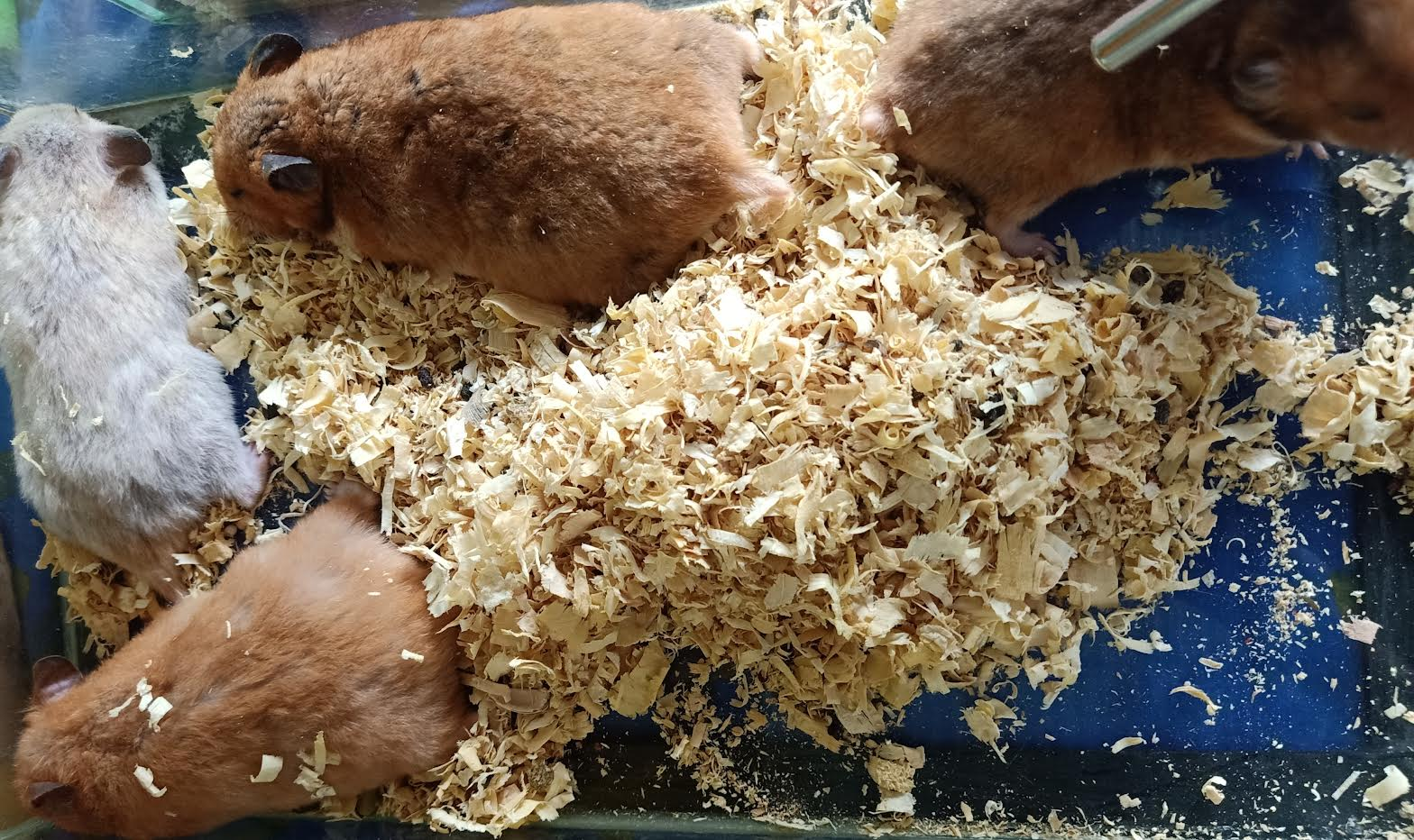
استفاده از خرده چوب در فضای نگهداری
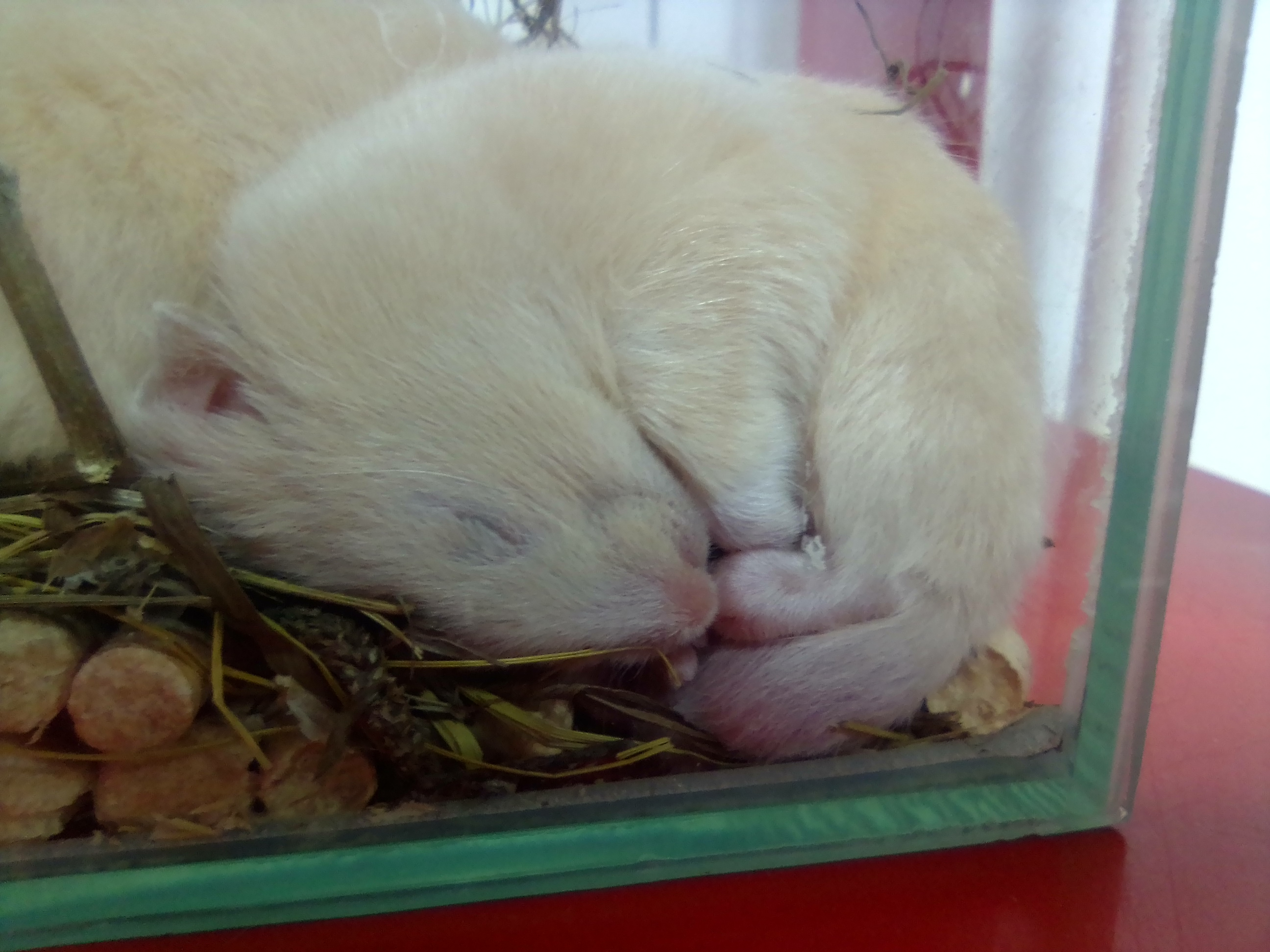
همستر با گرد شدن و خم شدن راحت‌تر می‌خوابد.
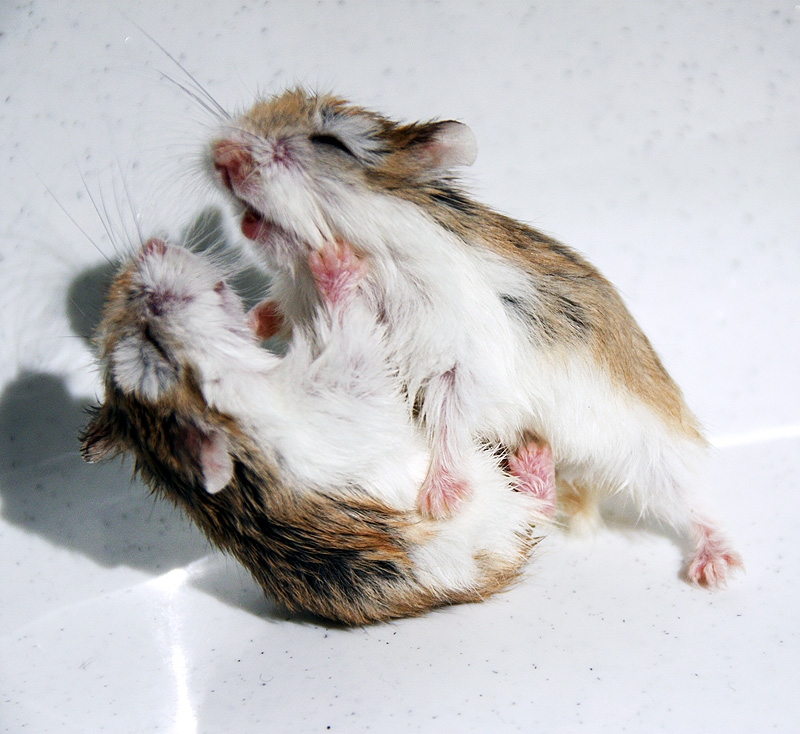
نزاع میان همسترها
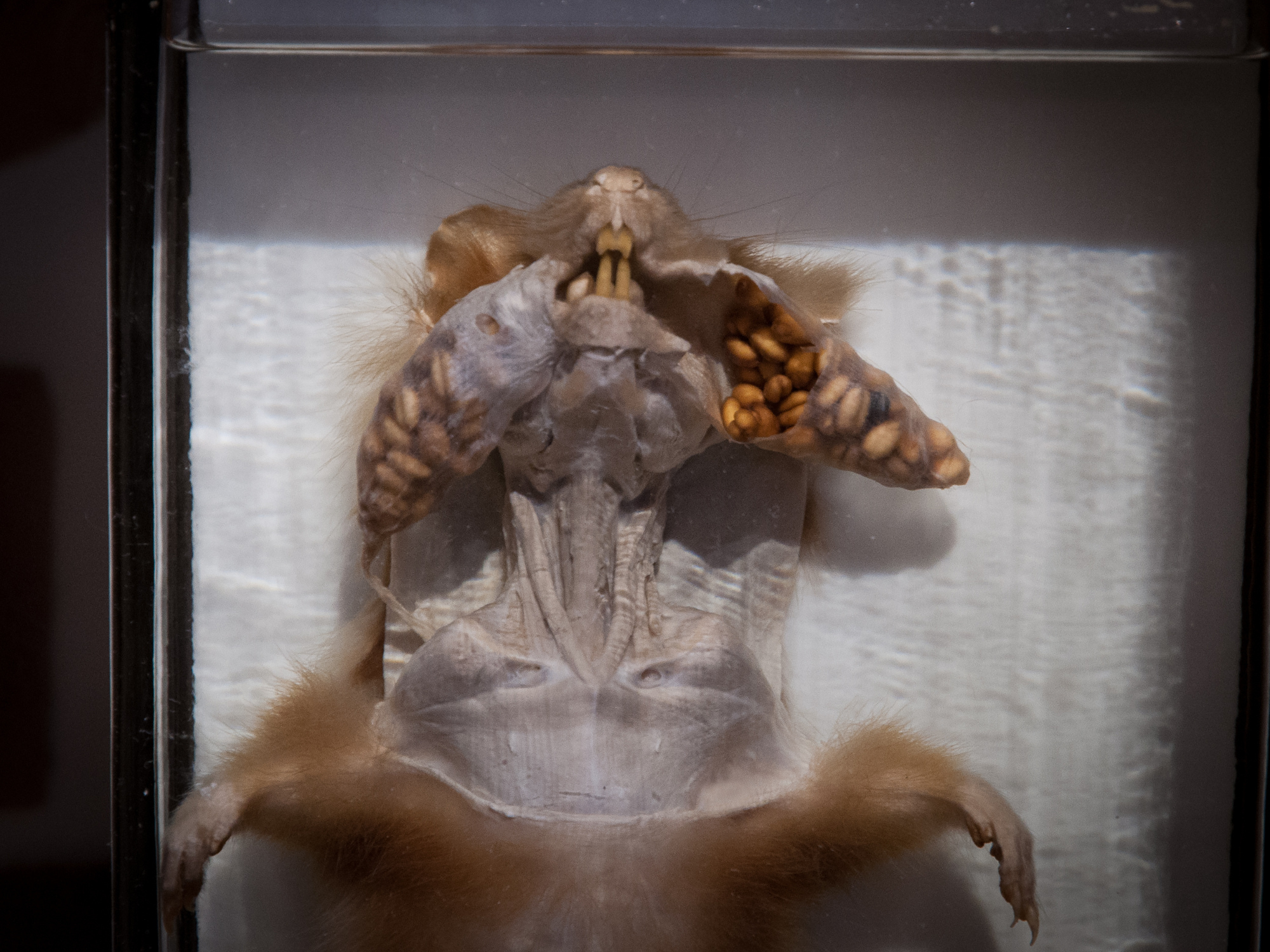
کالبدشکافی همستر
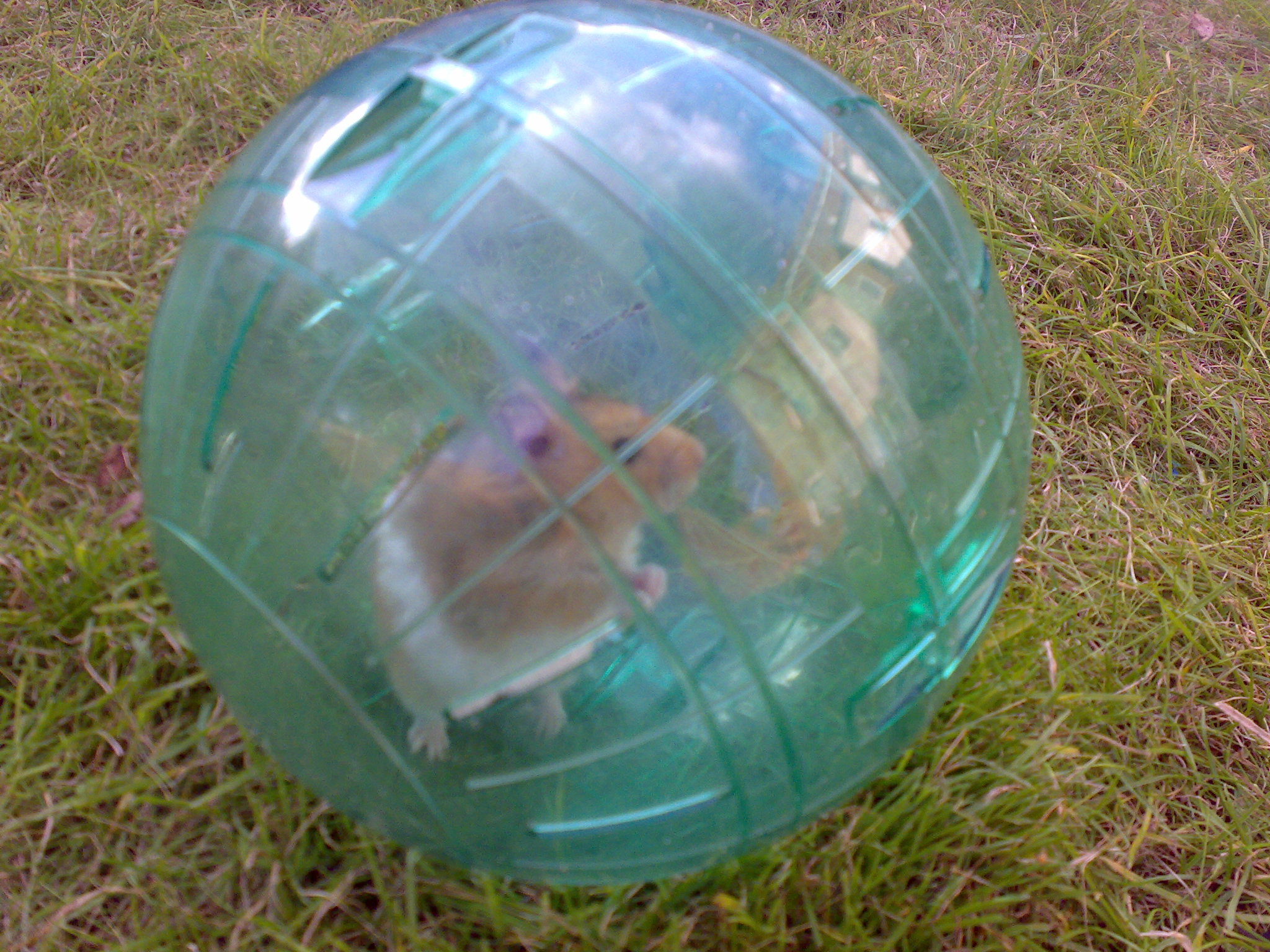
همستر بال یا گوی همستر